# Фітнес

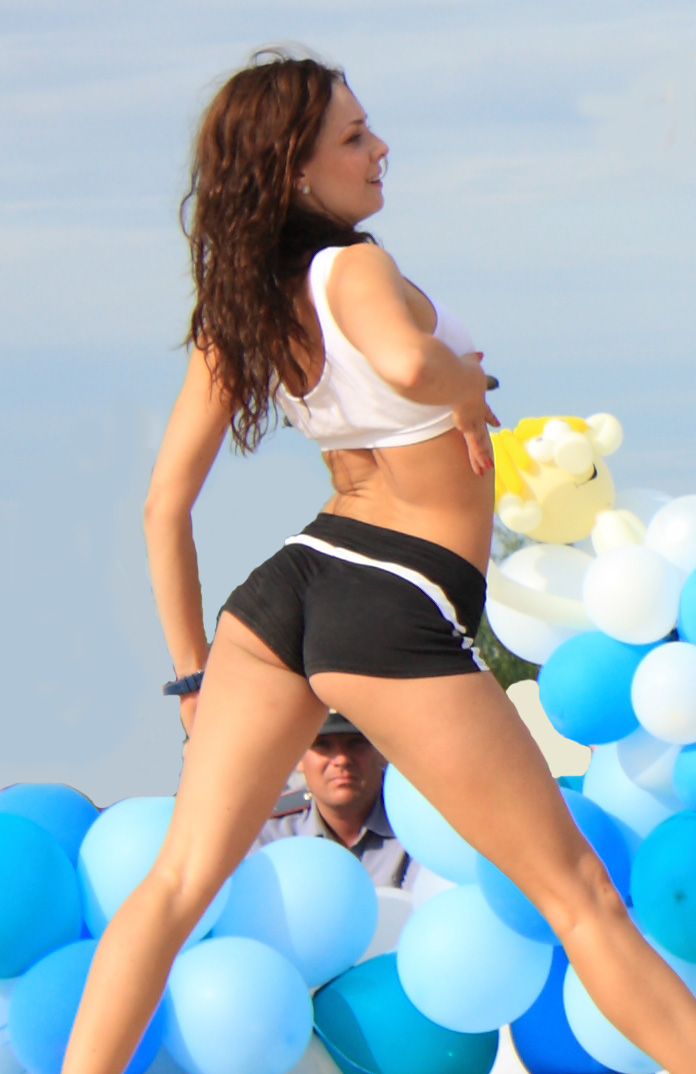
Виступ представниці фітнес-клубу

Фі́тнес (англ. fitness, від англійського дієслова «to fit» — пристосованість, здатність до витривалості, бути в гарній формі) — це напрямок масової, спортивної й оздоровчої фізичної культури, який спрямований на покращення загального стану організму людини, його тренованість та здатність опиратись негативним впливам зовнішнього середовища шляхом виконання простих та комплексних вправ в музичному супроводі чи у визначеному такті, допомагає в корекції форм та ваги тіла та дозволяє закріпити досягнуті результати.

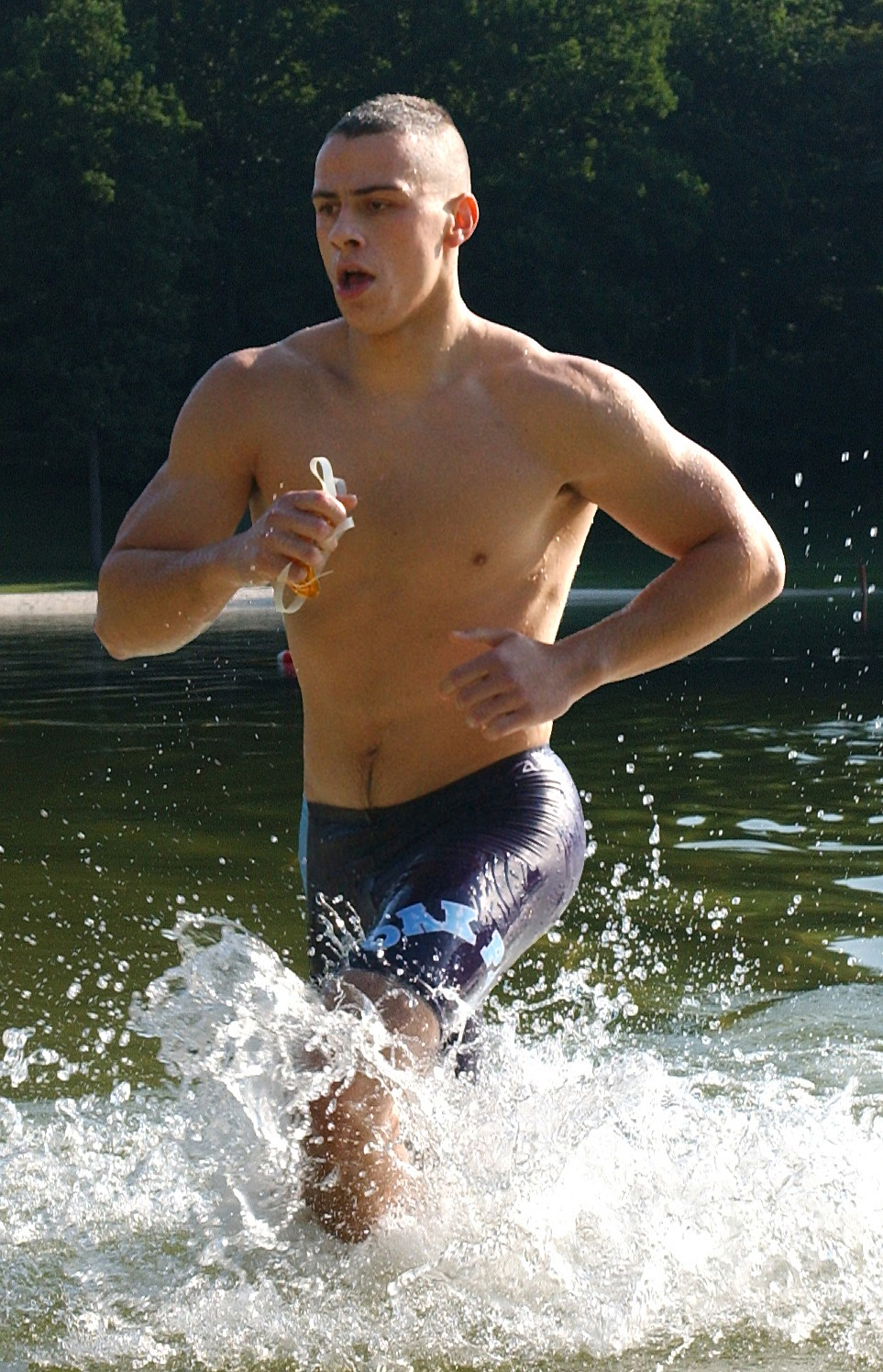
Вправи у воді, як різновид фітнесу

Виділяють п'ять основних компонентів фітнесу: сила, витривалість, аеробні навантаження (серцевосудинна витривалість), гнучкість та загальна особиста гігієна (правильне харчування, розпорядок дня, відпочинок, особиста гігієна, гігієна навколишнього середовища та праці…), що робить його практичною реалізацією науки «Валеології»
Ментальний Фітнес (англ. Body & Mind) — загальна назва щодо методик оздоровчих тренувань, які базуються на ідеї нерозривної єдності тіла і свідомості під час виконання вправ. Термін Ментальний фітнес з'явився та набув популярності у XXI ст. Приклади програм Ментального Фітнесу:
- система Пілатес
- стретчинг
- гімнастика Хаду
- фітнес-йога
- цигун
- тайцзицюань
- система Александера

Фітнес тренування у Голлівуді

Такі програми відносяться до «м'якого фітнесу» і є одними з найбезпечніших видів тренувань. Програми включають розтяжку, вправи на гнучкість, рівновагу, дихальні вправи та релаксацію. Цей вид фітнесу не потребує значних витрат енергії. Вправи виконуються у досить повільному темпі. Велика увага приділяється правильному диханню під час їх виконання. Принциповим є значення концентрації, уявлення та усвідомлення під час виконання вправ. Мета — вплинути на все тіло в цілому, а не на окремі його частини. Програми Ментального Фітнесу спрямовані на покращення гнучкості  та рухливості хребта і суглобів, розвиток рівноваги і координації рухів, нормалізацію м'язевого тонусу, корекцію постави, формування рельєфності тіла та усунення психоемоційного стресу.
Аквафітнес — загальна назва для різноманітних систем тренувань у водному середовищі, яке вже само по собі створює сприятливі умови для фітнесу (опір води в 12 разів перевершує опір повітря і вимагає троєкратних зусиль)
ТRХ — система функціональних тренувань з власною вагою але за допомогою спеціальних ременів. Засновник TRX — Ренді Хетрік, командир підрозділу «морських котиків» армії США. Під час тривалого перебування на ізольованих базах, Хетрік і його товариші по службі повинні були підтримувати фізичну форму в належному стані в будь-яких умовах. Для вирішення даної проблеми було винайдено тренажер TRX Suspension Training. В первинному варіанті тренажер був виконаний з декількох парашутних строп, прошитих вручну на інструменті для ремонту надувних гумових човнів. Сьогодні петлі TRX — це продуманий обладунок, який створюється з спеціальних матеріалів кращими виробниками спортінвентарю.
Кроссфіт (crossfit) — система тренувань Активного Силового Фітнесу, розроблена колишнім гімнастом Грегом Гласманом (США). «Наша спеціалізація — не спеціалізуватися» — цитата від автора методики. Заняття складаються з інтервальних тренувань високої інтенсивності, важкої атлетики, гирьового спорту, пауерліфтінга та інших видів фізичної активності. Елементи крос-фіту використовуються для створення тренувальних програм, спрямованих на схуднення Цей вид спорту відрізняється високою витратою калорій, тому краще за інших сприяє спалюванню жирового прошарку.
Бодіфлекс — це комплекс фізичних вправ, що поєднує в собі дихальні техніки, статичні елементи йоги, фізичні вправи на прес. Розробила цей комплекс американська домогосподарка Грір Чайлдерс, після того, як сама використовувала дихальні техніки для схуднення.
Ворка́ут (від англ. workout — «тренування») — вулична гімнастика, що може бути віднесена до аматорського виду спорту, фізичної культури, фітнесу та являє собою спортивну субкультуру. Включає в себе виконання різних вправ на вуличних спортмайданчиках, а саме на турніках, брусах, шведській стінці, рукоходах та інших конструкціях, або взагалі без їх використання (на землі). Основний акцент робиться на роботу з власною вагою і розвиток сили та витривалості. Люди, які захоплюються таким спортом, називають себе «воркаутерами», «турнікменами».
BOSU — сучасний напрямок у системі тренувань Активного Фітнесу. Методика отримала назву від назви спеціального спортивного знаряддя у вигляді гумової півсфери «BOSU balance trainer», який використовується під час всього тренування. Саме знаряддя отримало назву від акроніма «Both Sides Up» — що означає « використання з обох боків». Особливістю є те, що вправи для різноманітних м'язевих груп виконуються на нестійкій поверхні BOSU, що ускладнює процес виконання, але збільшує їх ефективність та одночасно тренує рівновагу. Автором BOSU є David Weck (1999 р,)
Танець на жердині (pole dance) — ще один сучасний напрямок Активного Фітнесу. Під час занять виконуються вправи на пілоні (мікст з елементів еротичного танцю та спортивної гімнастики), спрямовані на зміцнення всіх м'язевих груп.

## Історія виникнення фітнесу
Фітнес, як спортивно-суспільна наука, виник в стародавні часи, і мав назву «фізична культура», який абсолютно жодним чином не торкався змагального поняття «спорт» і відповідав виключно за комплексний розвиток здоров'я, духовності, працездатності, ментальності та соціальності тієї чи іншої людини.
Паралельно, але окремо один від одного, розвивалися два типи фітнесу — європейський (після 1492 року — євро-американський) та східний.
В основі різниці систем фізичної культури Сходу та Заходу лежать відмінність менталітетів, філософій, національних особливостей, які виразилися й в області фізичних вправ та технік, різні механізми керування рухами.
Джерелами західного мистецтва руху були танці, які прийшли з ритуалів, з психофізичного досвіду архаїчної людини пізнавати свою сутність та лікувати себе й своїх одноплемінників. Також, задіяно тут раціональний функціональних підхід (фізичні вправи спрямовані на покращення фігури та функціонування серцево-судинної системи).
В європейській системі фітнесу принциповою була та залишається естетика тіла, якій багато уваги приділяли та проробляли в Стародавній Греції та Стародавньому Римі, що яскраво прослідковується на стародавніх скульптурах.
На Сході фітнес розвивався більше як мистецтво руху (популярна зараз китайська система оздоровчих тренувань «Ушу» з його різновидами, так само, як і система іншої східної фізичної культури — йога) — це філософія, ціла система стародавніх заповідей, наука про життя в єдності з природою, які в тій чи іншій мірі пов'язані з медитацією.

## Поділ
За методиками більшості провідних наукових та спортивних інститутів світу, фітнес, як фізична культура поділяється за такими напрямками:
| Фізіологія                                          | Здоров'я, як комплекс                                                                              | Навички                                                                           | Спорт                                                                        |
| --------------------------------------------------- | -------------------------------------------------------------------------------------------------- | --------------------------------------------------------------------------------- | ---------------------------------------------------------------------------- |
| - Метаболізм - Морфологія - Щільність кісток - Інше | - Склад тіла - Серцево-судинна система - Суглобова гнучкість - М'язова сила - М'язова витривалість | - Спритність - Балансування - Координація - Сила - Швидкість - Час реакції - Інше | - Командні види спорту - Індивідуальні види спорту - Тривалість життя - Інші |

Комплексна фітнес-програма розробляється окремо для кожної людини з урахуванням на фізичні та моральні показники даної особи, її тренованість, наявність чи відсутність необхідних вмінь та навичок, її вік, фізіологічні й фізичні потреби, розумові та емоційні особливості, стан кожної з життєвих систем організму та загальний стан здоров'я. розпорядок дня та щоденна фізична активність.

## Менопауза та фітнес
Період менопаузи в жінок асоціюється та відчувається як безліч неприємних фізіологічних, фізичних, емоційних та гормональних збоїв, порушення сну, больові симптоми та зниження імунітету. Активні помірні фізичні вправи надають можливість полегшити або навіть усунути негативні відчуття та почуття цього перехідного періоду, що позитивно впливає на всі показники життя жінки.

## Цікаві факти
- Абсолютною чемпіонкою у фітнес-бікіні на Arnold Classic Europe-2014, який проходив у вересні 2014 року у Мадриді, стала українка Ольга Вязметінова[9][10][11] киянка, народилася 26 грудня 1984 року, з трьох років навчалася у школі Дерюгіних у Вікторії Безсонової[12][13].
- Поняття фітнесу як значення функції пристосованості використовується в генетичних алгоритмах вирішення задач оптимізації.

Підтягування літньої людини на одній руці
Присідання зі штангою 585-lbs
Стрибки на підвищення з двох ніг
Стійка літньої людини на одній руці
Присідання зі штангою на плечах
Потяг вниз верхнього блоку
Розтяжка двох ніг з навантаженням